# Medina County, Ohio
Medina County är ett administrativt område i delstaten Ohio, USA, med 172 332
invånare. Den administrativa huvudorten (county seat) är Medina. 

## Geografi
Enligt United States Census Bureau har countyt en total area på 1 096 km². 1 092 km² av den arean är land och 4 km² är vatten.    

### Angränsande countyn
- Cuyahoga County - nordost
- Summit County - öst
- Wayne County - söder
- Ashland County - sydväst
- Lorain County - nordväst

### Städer och samhällen
- Brunswick
- Chippewa Lake
- Creston (delvis i Wayne County)
- Gloria Glens Park
- Lodi
- Medina (huvudort)
- Rittman (delvis i Wayne County)
- Seville
- Spencer
- Wadsworth
- Westfield Center